# 马克·费海利
馬克·費海利（英語：Mark Feehily，1980年5月28日—），生於愛爾蘭斯萊戈郡。他是西城男孩的其中一位成員，與團員Shane Filan一起擔任Westlife主唱的角色。马克‧费海利擁有雄厚、有神的聲線，深深吸引歌迷。和團員奇恩·伊根與尼基·柏恩為Westlife的和音歌手。

## 個人發展
Mark於2015年2月19日發行個人單曲"Love is a Drug"，該單曲在UK拿下了第66名，在愛爾蘭則拿下了第33名。

## 相關連結
- 英文版的Mark Feehily介紹 （页面存档备份，存于）